# Heinrich Gröber
Heinrich Ludwig Maria Gröber (* 29. Juni 1880 in München; † 7. Februar 1949 in Berlin-Zehlendorf) war ein deutscher Maschinenbauingenieur und Hochschullehrer.

## Leben
Heinrich Gröber studierte Maschinenbau und promovierte 1906 an der Technischen Hochschule München. Seit 1900 gehörte er der schwarzen Studentenverbindung Polytechnischer Club München (seit 1931 Münchener Burschenschaft Franco-Bavaria in der DB) an. Von 1906 bis 1912 war er als Assistent am Institut für technische Physik der TH München tätig. In den Jahren 1922 bis 1926 war er als Wärmeingenieur bei den Deutschen Werken in Berlin-Spandau beschäftigt. Vom April 1926 bis 1945 war Gröber Vorsteher des Instituts für Heiz- und Lüftungswesen und ordentlicher Professor für Heizung und Lüftung an der Technischen Hochschule Berlin. 1929 und 1930 war er Dekan der Fakultät für Maschinenwesen. Vom März 1946 bis zu seinem Tod war er erneut Ordinarius für Heizung und Lüftung an der Technischen Universität Berlin.
Heinrich Gröber war Mitglied des Vereins Deutscher Ingenieure (VDI) und hat in verschiedenen VDI-Fachausschüssen mitgewirkt.
Heinrich Gröber starb am 7. Februar 1949 um 18:30 Uhr in seiner Wohnung in der Flensburger Straße 16 (der heutigen Karl-Hofer-Straße). Als Todesursache weist die Sterbeurkunde unter anderem eine chronische Nierenentzündung aus. Heinrich Gröber war seit dem 3. Oktober 1905 mit Karoline geb. Attenkofer verheiratet.

## Publikationen
- Einführung in die Lehre von der Wärmeübertragung; ein Leitfaden für die Praxis, Berlin, Springer 1921. OCLC 7533480
- Die Grundgesetze der Wärmeleitung und des Wärmeüberganges; ein Lehrbuch für Praxis und technische Forschung, Berlin, Springer 1926. OCLC 7533480